# Stefan Ciekański
Stefan Ciekański (* 29. Mai 1958 in Łódź) ist ein ehemaliger polnischer Radrennfahrer und nationaler Meister im Radsport.

## Sportliche Laufbahn
Ciekański war im Straßenradsport aktiv. Er war Teilnehmer der Olympischen Sommerspiele 1980 in Moskau. Im Mannschaftszeitfahren kam Polen mit Stefan Ciekański, Jan Jankiewicz, Czesław Lang und Witold Plutecki auf den 4. Platz.
1979 gewann er mit Jan Jankiewicz, Czesław Lang und Witold Plutecki die Silbermedaille bei den Straßenradsport-Weltmeisterschaften im Mannschaftszeitfahren. Im britischen Milk Race wurde er 12., 1980 dann 26. des Endklassements.
1980 siegte er mit Czesław Lang, Lechosław Michalak und Zbigniew Szczepkowski in der nationalen Meisterschaft im Mannschaftszeitfahren.